# 索斯諾沃博爾斯克
索斯諾沃博爾斯克（俄语：Сосновобо́рск）是俄羅斯克拉斯諾亞爾斯克邊疆區中部的一個城市，距區府克拉斯諾亞爾斯克東北45公里的葉尼塞河上。2002年人口30,586人。
1971年建立。1985年設市。
56°08′N 93°22′E / 56.133°N 93.367°E